# Kåtatjärnen (Arjeplogs socken, Lappland, 735848-156618)
Kåtatjärnen är en sjö i Arjeplogs kommun i Lappland och ingår i Skellefteälvens huvudavrinningsområde. Sjön har en area på 0,234 kvadratkilometer och ligger 443 meter över havet. Sjön avvattnas av vattendraget Grutaurbäcken.

## Delavrinningsområde
Kåtatjärnen ingår i det delavrinningsområde (735902-156505) som SMHI kallar för Inloppet i Grutaure. Medelhöjden är 482 meter över havet och ytan är 5,93 kvadratkilometer. Det finns inga avrinningsområden uppströms utan avrinningsområdet är högsta punkten. Grutaurbäcken som avvattnar avrinningsområdet har biflödesordning 2, vilket innebär att vattnet flödar genom totalt 2 vattendrag innan det når havet efter 306 kilometer. Avrinningsområdet består mestadels av skog (89 procent). Avrinningsområdet har 0,44 kvadratkilometer vattenytor vilket ger det en sjöprocent på 7,4 procent.